# Sporobolus scabridus
Sporobolus scabridus är en gräsart som beskrevs av Stanley Thatcher Blake. Sporobolus scabridus ingår i släktet droppgräs, och familjen gräs. Inga underarter finns listade i Catalogue of Life.